# Fratelli di Gesù
I fratelli di Gesù (in greco antico: ἀδελφοὶ?, adelphoi, "fratelli") sono menzionati in alcuni brani del Nuovo Testamento e in alcuni scritti di autori cristiani successivi.
Nel Vangelo secondo Marco (6,3) e in quello di Matteo (13,55) vengono menzionati quattro maschi, Giacomo, Giuseppe, Simone e Giuda e un imprecisato numero di sorelle (anonime): secondo Epifanio di Salamina le sorelle erano due, una chiamata Salomè e l'altra Anna oppure Maria.
Data la sporadicità degli accenni e la polisemia del termine "fratello" nelle lingue semitiche sono state proposte diverse interpretazioni:
- che fossero figli di Maria e di Giuseppe;
- che fossero figli di un matrimonio precedente di Giuseppe;
- che fossero cugini di Gesù.

Dal punto di vista dell'ecumene cristiano, sono in genere considerati fratelli dai protestanti, fratellastri dagli ortodossi e cugini dai cattolici. Al riguardo, la Chiesa cattolica e ortodossa affermano il dogma della verginità perpetua di Maria.

## Dibattito
Poiché l'esistenza dei fratelli carnali di Gesù di Nazareth entra in contraddizione con il dogma della verginità perpetua di Maria, è in corso un dibattito tra filologi e biblisti di diverse confessioni cristiane su come debbano essere interpretati i testi che si riferiscono ai fratelli di Gesù. Il dibattito è fortemente condizionato dalle diverse convinzioni religiose dei partecipanti.
Da un punto di vista filologico non c'è motivo di supporre che Gesù non avesse fratelli. Tuttavia, dal punto di vista dell'interpretazione biblica non si può escludere la possibilità che si tratti di fratellastri figli di Giuseppe da un precedente matrimonio, oppure cugini.
La Chiesa Cattolica e la Chiesa Ortodossa mantengono la dottrina della perpetua verginità di Maria; anche i primi leader Protestanti, incluso il fondatore della Chiesa luterana, Martin Lutero, e il teologo riformato Ulrich Zwingli, l'hanno mantenuta, così come John Wesley, uno dei fondatori del Metodismo.
Anche Giovanni Calvino credeva che fosse possibile per Maria rimanere vergine, ma credeva che le prove bibliche fossero inconcludenti.
I cattolici, la maggioranza degli anglicani, dei luterani, dei metodisti e delle chiese riformate, seguendo Girolamo, concludono che gli adelfoi fossero cugini di Gesù, figli della sorella di Maria, che di solito viene identificata con Maria di Cleopa, mentre gli ortodossi orientali, seguendo Eusebio e Epifanio, sostengono che fossero figli di Giuseppe da un precedente matrimonio.
Altre confessioni protestanti che non supportano il dogma della verginità perpetua di Maria sostengono la possibilità che gli adelphoi fossero figli di Giuseppe e Maria.

## Menzioni nel Nuovo Testamento
In alcuni passi del Nuovo Testamento si parla esplicitamente di fratelli (in greco antico: ἀδελφοὶ?, adelphoi) di Gesù. Questi passaggi sono citati di seguito con i rispettivi riferimenti biblici.

### Vangeli sinottici
- In Marco 3:31-35[11] viene detto quanto segue:

Il passo appare in tutti e tre i Vangeli sinottici: è riportato anche in Matteo 12:47-50 e Luca 8:19-21.
- In Marco 6:3[14], quando Gesù si trova a Nazaret, le folle si stupiscono nel sentirlo predicare nella sinagoga, perché è il loro vecchio vicino, e si chiedono:

Lo stesso passo compare anche in Matteo 13:55-56, dove vengono citati gli stessi nomi dei fratelli di Gesù. Luca 4:22, invece, omette il riferimento alla madre e ai fratelli di Gesù, che viene citato solo come "figlio di Giuseppe".

### Vangelo di Giovanni
Anche nel Vangelo di Giovanni, considerato per lo più posteriore ai Vangeli sinottici, ci sono passaggi che fanno riferimento all'esistenza dei fratelli di Gesù:
- In Giovanni 2:12[17] si racconta che Gesù andò da Cana a Cafarnao "con sua madre, i suoi fratelli e i suoi discepoli".
- In Giovanni 7:3-10[18] durante la festa dei Tabernacoli, Gesù viene rimproverato dai suoi fratelli:

### Altri libri del Nuovo Testamento
I fratelli di Gesù sono menzionati anche in altri libri del Nuovo Testamento oltre ai Vangeli:
- Negli Atti degli Apostoli (Atti 1:14[19]) si dice che gli apostoli «perseveravano concordi nella preghiera e nella supplica con le donne, con Maria, madre di Gesù, e con i fratelli di lui».
- Nella Prima Lettera ai Corinzi, Paolo di Tarso parla dei "fratelli del Signore" (1 Corinzi 9:5[20]).
- Nella Lettera ai Galati, sempre di Paolo di Tarso, si parla di Giacomo, "fratello del Signore" (Galati 1:19[21]).

## Il problema semantico

### Il termine nel greco del Nuovo Testamento
L'etimologia della parola greca per "fratello" (in greco antico: ἀδελφός?, adelphos) è "co-uterino", a-delphys, anche se nell'uso neotestamentario il significato cristiano ed ebraico di "fratello" è più ampio e si applica anche ai membri della stessa comunità religiosa (Matteo 12:50).
Il termine adelphos è usato in senso letterale per indicare un fratello di sangue, carnale - i due genitori in comune - o fratellastro - un solo genitore in comune. Ad esempio, il termine è usato per indicare la parentela tra Giacomo e Giovanni, i figli di Zebedeo (Marco 1:19, Marco 3:17, Marco 3:37 e corrispondenti); e anche per la relazione tra Antipa e Filippo, che, come è noto dallo storico ebreo Flavio Giuseppe, erano entrambi figli di Erode il Grande, ma di madri diverse Marco 6:17-18.
Il termine adelphos è usato in senso figurato per indicare relazioni personali diverse dalla parentela: in questo senso, i seguaci di Gesù Marco 3:35, Marco 5:11 e persino tutti gli esseri umani (Ebrei 2:11-17) sono identificati come fratelli.
Fin dai primi tempi, ci sono state varie discussioni per interpretare se il termine greco adelphos - applicato in queste circostanze alle persone descritte come adelphoi (fratelli) di Gesù - significasse che erano fratelli pieni, fratellastri, sorellastre o cugini. A sostegno della sua opinione, lo scrittore cristiano del IV secolo Elvidio citava Tertulliano e sosteneva che gli adelphoi erano figli di Maria e Giuseppe nati dopo Gesù.
Il termine adelphos (fratello in generale) è distinto da anepsios (cugino, nipote, pronipote). Nei suoi scritti cristiani del II secolo, Egesippo distingueva tra coloro che erano anepsioi o adelphoi di Gesù. Tuttavia, è stato sostenuto che la parola "fratello" (adelphos) sia effettivamente usata per designare relazioni di parentela più ampie nel caso di Maria di Nazareth e Maria di Cleofa, poiché, sebbene entrambe sarebbero state designate come sorelle in (Giovanni 19:25, nella cultura ebraica una coppia sposata non metteva lo stesso nome a due delle proprie figlie carnali; inoltre, poiché Egesippo scrisse che Giuseppe di Nazareth e Maria di Cleofa erano fratelli (il che rendeva entrambe le donne cognate) qui "sorella" sarebbe stato usato nel senso di "cognata". Inoltre, la lingua madre di Gesù e dei suoi discepoli era un dialetto ebraico con forti influenze dall'aramaico (come in Marco 27:46 e Marco 5:41, 20 che non poteva distinguere tra un fratello o una sorella di sangue e un cugino. L'aramaico, come l'ebraico biblico, non contiene una parola per “cugino”, ma permette comunque di distinguere chiaramente tra "fratelli" e "cugini" tramite circonlocuzioni verbali.
In aramaico e in ebraico, che erano inclini a usare circonlocuzioni per indicare i rapporti di sangue, le persone indicate come "fratelli di Gesù" non sempre implicavano la stessa madre biologica. Questa percezione è affermata da studiosi e teologi, che notano come Gesù sia stato chiamato "il figlio di Maria", piuttosto che "un figlio di Maria" nel suo luogo di nascita (Marco 6:3). Il greco, invece, usava il termine adelphos per indicare i fratelli couterini, cioè figli della stessa madre.

## Il termine nella Bibbia ebraica
In ebraico e aramaico non esiste una parola con il significato preciso dell'italiano “cugino”, quindi il concetto viene espresso con circonlocuzioni.
Nell'Antico Testamento, la parola “fratello” (ebraico: אח [aj]) è usata in alcuni passaggi nel senso di “cugino” o “nipote”. Nella Genesi Abram (Abramo) dice a Lot “siamo fratelli” (Genesi 13:8), mentre in realtà intendeva suo nipote. Si tratta, tuttavia, di casi relativamente eccezionali e in cui il contesto risolve la possibile ambiguità. In particolare, nella Bibbia ebraica esiste un solo caso in cui il termine ha il senso di “cugino”, in 1 Cronache 23:21-22: «I figli di Machli erano Eleazar e Kish. Eleazar morì senza figli; ebbe solo figlie, che i figli di Kish, suoi fratelli, presero per mogli»; qui si tratta di cugini che si sposano, ma sono chiamati "fratelli". All'epoca della traduzione greca dell'Antico Testamento, la cosiddetta Bibbia dei Settanta (III-I secolo a.C.), l'ebraico אח fu tradotto in greco antico: ἀδελφός? ("fratello"). Per questo motivo, la parola è usata, almeno in questa occasione, con il significato di “cugino” nell'Antico Testamento. In Galilea, al tempo di Gesù, l'ebraico non era una lingua parlata, ma solo una lingua religiosa e culturale. La lingua più diffusa era un dialetto ebraico con influenze provenienti dall'aramaico, un'altra lingua semitica: anche in aramaico la parola “fratello” ('aha) può essere usata nel senso di “cugino” o “nipote”. Va detto, comunque, che sia in ebraico che in aramaico, pur non esistendo un termine proprio per "cugino", venivano usate circonlocuzioni verbali che permettevano di sostituire il termine mancante e quindi di distinguere chiaramente tra fratelli e cugini: un esempio si trova in Levitico 10:4 e 25:49, dove si usano espressioni come “i figli di Uzziel, zio di Aaronne” o “il figlio di suo zio”. Un altro esempio è in Numeri 36:11, dove viene detto che le figlie di Zelofead sposarono "i figli dei loro zii".

## Relazione dei fratelli di Gesù con Maria

### Figli di Giuseppe e Maria
Un'interpretazione data ai riferimenti ai “fratelli di Gesù” li considera figli del matrimonio dei suoi genitori, Giuseppe e Maria. Secondo questa interpretazione, dopo la nascita di Gesù, concepito per opera dello Spirito Santo come raccontato in Matteo 1:1-2:23 e Luca 1:1-2:52, entrambi i coniugi avrebbero avuto rapporti coniugali e avrebbero avuto diversi figli. Gesù sarebbe quindi il fratello maggiore.
Questa posizione fu difesa da Tertulliano nel II secolo; più tardi, nel IV secolo, questa stessa idea fu difesa da un altro teologo, Elvidio, che fu confutato da Girolamo di Stridone. Tuttavia, secondo lo studioso Pedrozo, «l'affermazione che la posizione di Elvidio godesse di antichità e di un ampio sostegno non può essere sostenuta», e l'unica cosa che si può affermare con certezza è che Tertulliano non ha mai attaccato esplicitamente l'idea della verginità postpartum di Maria.
Questa posizione è oggi quella dominante tra la maggior parte dei cristiani protestanti, anche se solo dopo lo sviluppo della teologia liberale - Lutero, Calvino, Zwingli e molti altri degli iniziatori della Riforma erano sostenitori del dogma della verginità perpetua di Maria, come sottolinea, tra gli altri, Raymond E. Brown.
Secondo J.P. Meier, da un punto di vista strettamente filologico, non c'è motivo di pensare che i fratelli e le sorelle di Gesù non siano fratelli e sorelle nel senso convenzionale del termine, cioè figli biologici di Giuseppe e Maria e fratelli e sorelle in carne e ossa di Gesù di Nazaret.
Il punto di vista filologico è qualificato o limitato dall'interpretazione biblica dei testi neotestamentari, se si considera che la terminologia semitica può aver avuto un'influenza, dal momento che le prime notizie su Gesù di Nazareth espresse in aramaico o in ebraico sono state tradotte in greco
Oltre al punto di vista filologico sottolineato da Meier, Joseph A. Fitzmyer sottolinea la complessità dell'analisi biblica di questi testi.
Ad esempio, è difficile immaginare perché, durante la crocifissione di Gesù, nel Vangelo di Marco siano menzionate “Maria madre di Giacomo il Minore e di Giuseppe” (Marco 15:40), “Maria madre di Giuseppe” (Matteo 15:47) e “Maria madre di Giacomo” (Marco 16:1). È difficile che il Vangelo di Marco si riferisca, con una tale deviazione retorica, a Maria, la madre di Gesù. Quindi, poiché non è improbabile che Giacomo e Giuseppe menzionati in Marco 15:40 siano le stesse persone citate in Marco 6:3, non sembra così semplice definire il grado di parentela implicito nel termine adelphos proprio in Marco 6:3 e, di conseguenza, in Marco 3:31-32, e di conseguenza nei testi paralleli dei Vangeli di Matteo e Luca.

### Figli di un precedente matrimonio di Giuseppe
Meier suggerisce che, per difendere il dogma della verginità di Maria, la madre di Gesù, prima e dopo la nascita, sia nata relativamente presto tra gli autori cristiani l'idea che i "fratelli di Gesù" menzionati nel Nuovo Testamento fossero in realtà figli di un precedente matrimonio di Giuseppe di Nazareth. Erano quindi figli biologici di Giuseppe, ma non di Maria, che rimase vergine fino alla morte. Dal punto di vista cristiano, poiché Gesù non era in realtà figlio biologico di Giuseppe, ma solo di Maria, questi fratelli lo sarebbero stati solo dal punto di vista legale, come figli di Giuseppe, ma non avrebbero avuto alcuna parentela paterna reale con Gesù. Epifanio di Salamina, nella sua opera Panarion, menziona che Giuseppe era il padre di Giacomo e dei suoi tre fratelli (Giuseppe, Simeone, Giuda) e di due sorelle (una Salome e una Maria, o una Salome e una Anna), di cui Giacomo era il fratello maggiore. Giacomo e i suoi fratelli non erano figli di Maria, ma di Giuseppe da un precedente matrimonio. Dopo la morte della prima moglie di Giuseppe, molti anni dopo, quando aveva ottant'anni, "prese con sé Maria (madre di Gesù)". Secondo Epifanio, le Scritture li chiamano "fratelli del Signore" per confondere gli avversari.
L'idea, tuttavia, è molto più antica e risale almeno al II secolo. È già presente in un Vangelo apocrifo noto come Protovangelo di Giacomo, che difende la verginità di Maria, prima e dopo il parto, e afferma che Giuseppe era vedovo, con figli, al momento in cui Maria fu affidata alle sue cure.43 Si trova anche in altri Vangeli apocrifi del II secolo, come il Vangelo dell'infanzia di Tommaso. Origene cita un Vangelo di Pietro (non è chiaro se si tratti dello stesso Vangelo di Pietro di cui sono giunti a noi alcuni frammenti), secondo il quale i fratelli di Gesù sarebbero i figli di Giuseppe, nati da una prima moglie che egli avrebbe avuto prima di Maria.
Il libro apocrifo Storia di Giuseppe il falegname, scritto nel V secolo e inquadrato come una biografia di Giuseppe dettata da Gesù, descrive come Giuseppe avesse una moglie prima di Maria con la quale ebbe sei figli, quattro maschi e due femmine. I nomi dei figli erano Giuda, Giusto, Giacomo e Simone, mentre quelli delle figlie erano Asia e Lidia. Secondo questo racconto, i cosiddetti fratelli di Gesù erano i figli di Giuseppe avuti da un precedente matrimonio.
L'Enciclopedia Cattolica, citando i testi contenuti nei libri apocrifi, scrive che Giuseppe aveva sei figli (2 donne e 4 uomini) da un matrimonio precedente a quello con Maria, che, una volta rimasto vedovo, avrebbe sposato:
Il Vangelo dello pseudo Matteo, scritto probabilmente nel VII secolo, afferma che i fratelli di Gesù erano figli di un precedente matrimonio di Giuseppe:
Questa è la posizione tradizionale delle Chiese orientali, in particolare della Chiesa ortodossa. Da un punto di vista filologico, si tratta di una possibile interpretazione, poiché certamente il termine greco per "fratello" potrebbe anche significare "fratellastro", cioè una persona che, rispetto all'altra, ha solo un genitore in comune. In Marco 6:17-18, e in modo corrispondente, il termine è usato per riferirsi a due fratellastri, Antipa e Filippo, che avevano un solo genitore in comune, il re Erode I il Grande.

### Cugini di Gesù
L'interpretazione secondo cui i fratelli di Gesù citati nel Nuovo Testamento sarebbero in realtà suoi cugini è piuttosto tardiva. Il suo principale sostenitore fu, già nel IV secolo, San Girolamo, nella sua opera Adversus Helvidium (Contro Elvidio), che ha un intento apologetico: si tratta di confutare l'opinione di un autore chiamato Elvidio, che, citando Tertulliano, afferma che i fratelli di Gesù erano i figli biologici di Giuseppe e Maria. Girolamo risponde che Tertulliano "non appartiene alla Chiesa". Insieme a Elvidio, questo insegnamento è stato respinto da Tertulliano e da Gioviniano, ma difeso da Ambrogio di Milano e da Agostino d'Ippona. Girolamo concentra la sua argomentazione sull'uso del termine adelphos nella prima traduzione greca della Septuaginta, fornendo diversi esempi in cui il termine adelphos è usato per designare le relazioni tra zio e nipote (Abramo e Lot; Giacobbe e Labano in Genesi 29:12, o tra cugini (1 Cronache 23:21-22). Quest'ultimo è l'unico caso in tutta la Bibbia in cui il termine è usato, senza ombra di dubbio, per esprimere una relazione tra cugini. È chiaro, tuttavia, che l'uso della parola adelphos con il significato di cugino nella traduzione greca dell'Antico Testamento è insolito, anche se non assente, rendendo questa interpretazione, comune ancora oggi negli ambienti cattolici, improbabile per alcuni studiosi contemporanei, tra cui John P. Meier. Anche J. B. Lightfoot dissente dalla teoria di Girolamo, affermando che si tratta più di una sua opinione personale per la quale non citò a sostegno né alcuna tradizione precedente né le Scritture (le quali invece secondo Lightfoot contraddirebbero la teoria di Girolamo), e che anzi in scritti successivi si mostrò titubante sulla sua teoria dei "cugini".
Anche Girolamo sosteneva che questi "adelfi" fossero figli della sorella di Maria, Maria di Cleofa. L'Oxford Dictionary of the Christian Church cita che uno studioso moderno, che non identifica, ha proposto che questi "adelfi" fossero figli di Cleofa (il fratello di Giuseppe secondo Egesipo) e di Maria, la moglie di Cleofa (non necessariamente riferendosi alla sorella della madre di Gesù).
Secondo un frammento attribuito all'opera Spiegazione dei detti del Signore del padre apostolico Papia di Ierapoli, vissuto intorno al 70-163 d.C., "Maria moglie di Cleofa o di Alfeo" sarebbe la madre di Giacomo il Giusto, Simone, Giuda (identificato con Giuda apostolo) e Giuseppe. Il teologo anglicano J.B. Lightfoot avrebbe liquidato la prova di Papia come spuria, poiché la citazione apparteneva in realtà al suo omonimo Papia il Lombardo, dal suo Elementarium Doctrinae Rudimentum dell'XI secolo.
Questa è la posizione storicamente predominante nella tradizione cattolica. Oggi conta tra i suoi sostenitori gli specialisti della Scuola biblica di Gerusalemme, José María Cabodevilla, Brant J. Pitre, e altri autori.
|       |       |       |       |       |       |  |  |          |          |          |          |          |          | Giacobbe |  |                   |                   |                   |                   |                   |                   |          |          |          |          |          |          |        |        |                 |                 |                 |                 |                 |                 |       |       |       |       |  |  |
|       |       |       |       |       |       |  |  |          |          |          |          |          |          |          |  |                   |                   |                   |                   |                   |                   |          |          |          |          |          |          |        |        |                 |                 |                 |                 |                 |                 |       |       |       |       |  |  |
|       |       |       |       |       |       |  |  |          |          |          |          |          |          |          |  |                   |                   |                   |                   |                   |                   |          |          |          |          |          |          |        |        |                 |                 |                 |                 |                 |                 |       |       |       |       |  |  |
| Maria | Maria | Maria | Maria | Maria | Maria |  |  | Giuseppe | Giuseppe | Giuseppe | Giuseppe | Giuseppe | Giuseppe |          |  |                   |                   |                   |                   |                   |                   | Cleofa   | Cleofa   | Cleofa   | Cleofa   | Cleofa   | Cleofa   |        |        | Maria di Cleofa | Maria di Cleofa | Maria di Cleofa | Maria di Cleofa | Maria di Cleofa | Maria di Cleofa |       |       |       |       |  |  |
| Maria | Maria | Maria | Maria | Maria | Maria |  |  | Giuseppe | Giuseppe | Giuseppe | Giuseppe | Giuseppe | Giuseppe |          |  |                   |                   |                   |                   |                   |                   | Cleofa   | Cleofa   | Cleofa   | Cleofa   | Cleofa   | Cleofa   |        |        | Maria di Cleofa | Maria di Cleofa | Maria di Cleofa | Maria di Cleofa | Maria di Cleofa | Maria di Cleofa |       |       |       |       |  |  |
|       |       |       |       |       |       |  |  |          |          |          |          |          |          |          |  |                   |                   |                   |                   |                   |                   |          |          |          |          |          |          |        |        |                 |                 |                 |                 |                 |                 |       |       |       |       |  |  |
|       |       |       |       |       |       |  |  |          |          |          |          |          |          |          |  |                   |                   |                   |                   |                   |                   |          |          |          |          |          |          |        |        |                 |                 |                 |                 |                 |                 |       |       |       |       |  |  |
| Gesù  | Gesù  | Gesù  | Gesù  | Gesù  | Gesù  |  |  |          |          |          |          |          |          |          |  | Giacomo il Minore | Giacomo il Minore | Giacomo il Minore | Giacomo il Minore | Giacomo il Minore | Giacomo il Minore | Giuseppe | Giuseppe | Giuseppe | Giuseppe | Giuseppe | Giuseppe | Simone | Simone | Simone          | Simone          | Simone          | Simone          | Giuda           | Giuda           | Giuda | Giuda | Giuda | Giuda |  |  |

### Assenza dei fratelli di Gesù
Ci sono alcuni passaggi significativi nelle Scritture in cui i fratelli o le sorelle di Gesù non compaiono, ad esempio quando Gesù si perde nel tempio e durante la crocifissione. Si sostiene che i cosiddetti "fratelli di Gesù" non siano fratelli e sorelle di sangue, anche se alcuni autori rifiutano questa ipotesi.
- Il Vangelo di Luca racconta la visita di Maria, Giuseppe e Gesù al tempio di Gerusalemme quando Gesù aveva 12 anni (Luca 2:41-51[93]), ma non menziona alcun fratello. Robert Eisenman ritiene che Luca abbia cercato di minimizzare l'importanza della famiglia di Gesù con ogni mezzo possibile, eliminando Giacomo e i fratelli di Gesù dal resoconto evangelico.[92] Invece, Karl Keating sostiene che Maria e Giuseppe si precipitarono subito a Gerusalemme quando si resero conto che Gesù era scomparso, cosa che sicuramente avrebbero pensato due volte prima di fare se ci fossero stati altri figli (i fratelli di Gesù) di cui prendersi cura.[88]
- Il Vangelo di Giovanni riporta alcune parole di Gesù sulla croce, tra cui: «Donna, ecco tuo figlio» e «Ecco tua madre» (Giovanni 19:26-27[94]). Poi si legge: «e da quell'ora il discepolo la accolse nella propria casa». Fin dai tempi dei Padri della Chiesa, questa affermazione è stata usata per spiegare che dopo la morte di Gesù non c'erano altri figli biologici che potessero prendersi cura di Maria, e che questa doveva essere affidata al "discepolo amato".[89][90][91] Costantino Zalalas sostiene che sarebbe stato contrario all'usanza ebraica che Gesù affidasse sua madre alle cure del discepolo se Maria avesse avuto altri figli vivi, perché il figlio maggiore si assumeva sempre la responsabilità della madre.[95] Karl Keating ha scritto: «È difficile immaginare perché Gesù avrebbe trascurato i legami familiari e preso questa disposizione per sua madre se questi quattro [Giacomo, Giuseppe, Simone, Giuda] erano anche suoi figli».[88] Papa Giovanni Paolo II ha commentato che il comando "Ecco tuo figlio!" era l'affidamento del discepolo a Maria per riempire il vuoto materno lasciato dalla morte del suo unico figlio sulla croce.[96]

## Studio congiunto cattolico-protestante
Nel 1978 è stato pubblicato in inglese il libro intitolato Mary in the New Testament: a collaborative assessment by Protestant and Roman Catholic scholars che denota fin dalla seconda parte del titolo chiaramente una certa ambizione ecumenica e collaborativa, corroborata dalla partecipazione di un totale di dodici specialisti, sia cattolici che protestanti. Il libro analizza per esteso tutti i passi biblici sul tema. I quattro autori di fama internazionale che hanno diretto la preparazione finale sono giunti a quattro conclusioni sull'identificazione dei "fratelli e sorelle di Gesù" menzionati nel Nuovo Testamento:
La "verginità perpetua di Maria" dopo la nascita di Gesù non è una questione sollevata direttamente dal Nuovo Testamento.
- Quando tale questione è stata sollevata nella successiva storia della Chiesa, è stata quella a focalizzare l'attenzione sull'esatta relazione dei "fratelli" (e delle "sorelle") con Gesù.[98]
- Con l'attenzione concentrata su di loro, non si può affermare che il Nuovo Testamento li identifichi senza ombra di dubbio come "fratelli e sorelle di Gesù in senso stretto", cioè come "fratelli e sorelle di sangue di Gesù" e quindi come "figli di Maria".[98]
- La soluzione preferita da ogni studioso, specialista o erudito, dipenderà in parte dall'autorità che egli attribuisce alle idee posteriori della Chiesa[98] (cioè di ogni confessione cristiana). Si tratta quindi di un problema di natura ecclesiale e non solo biblica o filologica.

Da ciò derivano due punti:
- Il testo biblico permette di identificare i cosiddetti "fratelli e sorelle" sia come fratelli di sangue di Gesù sia come altri tipi di parenti stretti. Così, gli esegeti possono accettare la verginità di Maria dopo il parto (cioè dopo la nascita di Gesù) - nel senso letterale del termine - o rifiutarla, senza dover rinunciare alla loro integrità intellettuale. Si riconosce che entrambe le interpretazioni sono in linea con le Scritture.
- In secondo luogo, poiché entrambe le interpretazioni sono biblicamente legittime, i lettori vedranno nei "fratelli e sorelle di Gesù" dei "fratelli" o dei "parenti stretti", a seconda soprattutto della tradizione ecclesiale a cui appartengono e del modo in cui si rapportano a tale tradizione.

Come ha commentato Raymond E. Brown:
Come sacerdote cattolico, le mie conferenze sono frequentate più da cattolici che da protestanti o ebrei [...] Tuttavia, avendo insegnato per molti anni in un seminario prevalentemente protestante, ho scoperto che molte questioni, anche se trattate da una prospettiva cattolica, interessano gli altri proprio perché vivono a contatto con i cattolici. Prima ho fatto riferimento alla questione se Maria abbia avuto più figli o sia rimasta vergine. I protestanti mi pongono spesso questa domanda perché vogliono sapere come un cattolico specializzato in studi biblici possa difendere una visione di Maria che, secondo loro, è estranea alla Bibbia.
[...] Accetto gli insegnamenti della Chiesa cattolica, ma spero sia altrettanto chiaro che cerco di presentare i dati biblici nel modo più oggettivo possibile, chiarendo dove finiscono i dati biblici e dove l'interpretazione della Bibbia aggiunge nuove sfumature nelle diverse fasi della vita della Chiesa. Se il dato biblico è di per sé ambiguo, tutti, a mio avviso, dovrebbero saperlo. Non vedo perché i cristiani di Chiese diverse non debbano essere d'accordo su ciò che dice la Bibbia e su ciò che intendevano coloro che hanno scritto le Scritture (per quanto uno studio scientifico dell'argomento possa raggiungere). Inevitabilmente si troveranno in disaccordo sul significato della Bibbia in vari aspetti della vita della Chiesa, ma poi diventerà più chiaro quale sia questo disaccordo. Più comunemente discuteranno di ciò che non è chiaro nelle Scritture e su cui sono state prese posizioni diverse nel corso degli anni. Questo aiuta a eliminare dai dibattiti interni ai cristiani l'accusa che una parte sia poco biblica; il più delle volte la stessa citazione biblica viene interpretata in modi diversi, ma questo non impedisce a entrambe le parti, dal proprio punto di vista, di rimanere fedeli alla Bibbia.»

### Riferimenti
1. ↑   Mc 6,3, su La Parola - La Sacra Bibbia in italiano in Internet.
2. ↑   Mt 13,55, su La Parola - La Sacra Bibbia in italiano in Internet.
3. 1 2 3  (EN) Epifanio di Salamina, The Panarion of Epiphanius of Salamis: De fide. Books II and III, a cura di Frank Williams e Karl Holl, Leiden, Brill, 2013  [fine IV secolo],  p. 623, ISBN 978-90042-2841-2.
4. ↑  (EN) Epifanio di Salamina, Ancoratus 60:1, traduzione di Young Richard Kim, Washington, Catholic University of America Press, 2014  [fine IV secolo],  p. 144, ISBN 978-0-8132-2591-3.
5. ↑  (EN) Martin Lutero sulla verginità perpetua di Maria. URL consultato il 18 giugno 2018 (archiviato dall'url originale il 21 dicembre 2008).
6. ↑  (DE) Ulrich Zwingli, Eini Predigt von der ewig reinen Magd Maria, in Emil Egli, Georg Finsler e Georg Zwingli-Verein (a cura di), Huldreich Zwinglis sämtliche Werke, vol. 1, Zurigo, C. A. Schwetschke & Sohn, 1905,  p. 385.
«Credo fermamente che [Maria], secondo le parole del vangelo, come Vergine pura ha dato alla luce per noi il Figlio di Dio e nel parto e dopo il parto è rimasta per sempre una Vergine pura e intatta»
7. ↑   Giovanni Wesley e Giuseppe Benson, The Works of the Rev. John Wesley, vol. 15, 1812,  p. 112.
«Credo che Egli si sia fatto uomo, unendo la natura umana con quella divina in una sola persona; essendo concepito per opera singolare dello Spirito Santo, e nato dalla beata Vergine Maria, la quale, sia dopo che prima di darlo alla luce, rimase vergine pura e immacolata»
8. ↑  (EN) Giovanni Calvino, Commentary on Matthew, Mark, Luke, vol. 2, Grand Rapids, MI, Christian Classics Ethereal Library, 2009, asin: B002C1BMTI.
9. ↑  (ES) Agapi en Xristo, La veneracìon del la Theotokos segùn la Biblia (archimandrita Cleopa Ilìa), su catecismoortodoxo.blogspot.com, 12 febbraio 2016.
10. ↑  (EN) Richard Bauckham, Jude and the Relatives of Jesus in the Early Church, Londra, 1990,  p. 19, ISBN 0-567-08297-0.
11. ↑   Marco 3:31-35, su La Parola - La Sacra Bibbia in italiano in Internet.
12. ↑   Matteo 12:47-50, su La Parola - La Sacra Bibbia in italiano in Internet.
13. ↑   Luca 8:19-21, su La Parola - La Sacra Bibbia in italiano in Internet.
14. ↑   Marco 6:3, su La Parola - La Sacra Bibbia in italiano in Internet.
15. ↑   Matteo 13:55-56, su La Parola - La Sacra Bibbia in italiano in Internet.
16. ↑   Luca  4:22, su La Parola - La Sacra Bibbia in italiano in Internet.
17. ↑   Giovanni 2:12, su La Parola - La Sacra Bibbia in italiano in Internet.
18. ↑   Giovanni 7:3-10, su La Parola - La Sacra Bibbia in italiano in Internet.
19. ↑   Atti 1:14, su La Parola - La Sacra Bibbia in italiano in Internet.
20. ↑   1 Corinzi 9:5, su La Parola - La Sacra Bibbia in italiano in Internet.
21. ↑   Galati 1:19, su La Parola - La Sacra Bibbia in italiano in Internet.
22. ↑  (EN) Charles Segal, Tragedy and civilization: an interpretation of Sophocles, 1999,  p. 184.
«ord for ‘brother,’ adelphos, from a- (‘same,’ equivalent to homo-) and delphys (‘womb,’ equivalent to splanchna)»
23. ↑   Matteo 12:50, su La Parola - La Sacra Bibbia in italiano in Internet.
24. ↑   Marco 1:19, su La Parola - La Sacra Bibbia in italiano in Internet.
25. ↑   Marco 3:17, su La Parola - La Sacra Bibbia in italiano in Internet.
26. ↑   Marco 3:37, su La Parola - La Sacra Bibbia in italiano in Internet.
27. ↑   Marco 6:17-18, su La Parola - La Sacra Bibbia in italiano in Internet.
28. ↑   Marco 3:35, su La Parola - La Sacra Bibbia in italiano in Internet.
29. ↑   Marco 5:11, su La Parola - La Sacra Bibbia in italiano in Internet.
30. ↑   Ebrei 2:11-17, su La Parola - La Sacra Bibbia in italiano in Internet.
31. 1 2 3  (EN) F. Cross, Brethren of the Lord, in The Oxford Dictionary of the Christian Church, Oxford University Press, 2005.
32. ↑  Lawler, T. C. e Burghardt e Walter J. commentando Tertulliano, Trattati sul sposarsi e risposarsi (cfr. (EN) William P. Le Saint, Tertullian, Treatises on marriage and remarriage, Paulist Pres, 1951,  p. 160, ISBN 9780809101498.)
33. ↑  (EN) M. Miller, Greek Kinship Terminology, in The Journal of Hellenic Studies, n. 73, 1953,  pp. 46-52, DOI:10.2307/628235.
34. ↑  (EN) 431. anepsios, su biblehub.com, Bible Hub. URL consultato il 25 giugno 2024.
35. ↑  (EN) Hershel Shanks e Ben Witherington III, The Brother of Jesus – The Dramatic Story & Meaning of the First Archaeological Link to Jesus & His Family, Harper Collins, 13 maggio 2009,  pp. 94-95, ISBN 9780061941252.
«In effetti, in greco esisteva una parola per indicare un cugino, anepsios, che non viene mai usata per parlare di Giacomo o degli altri fratelli di Gesù. È interessante notare come lo scrittore cristiano del II secolo Egesippo distingua tra coloro che erano cugini di Gesù (anepsioi) e Giacomo e Giuda, che sono chiamati fratelli di Gesù (citato dallo storico del IV secolo Eusebio, Historia Ecclesiastica 4.22.4; cfr. 2.23.4, 3.20.1)»
36. ↑   Giovanni 19:25, su La Parola - La Sacra Bibbia in italiano in Internet.
37. 1 2  (EN) James B. Prothro, Semper Virgo? A Biblical Review of a Debated Dogma, in Pro Ecclesia: A Journal of Catholic and Evangelical Theology, vol. 28, n. 1, 2019,  pp. 78-97, DOI:10.1177/1063851219829935, ISSN 1063-8512 (WC · ACNP).
38. ↑   Marco 27:46, su La Parola - La Sacra Bibbia in italiano in Internet.
39. ↑   Marco 5:41, 20, su La Parola - La Sacra Bibbia in italiano in Internet.
40. ↑  (EN) John Saward, Cradle of Redeeming Love: the Theology of the Christmas Mystery, San Francisco, Ignatius Press, 2002,  p. 21, ISBN 9780898708868.
41. 1 2  Levitico 10:4 su La Parola
42. 1 2  Levitico 25:49 su La Parola
43. 1 2  Numeri 36:11 su La Parola
44. ↑   Marco 6:3, su La Parola - La Sacra Bibbia in italiano in Internet.
45. ↑  (EN) Achille Camerlynck, St. James the Less, in The Catholic Encyclopedia, vol. 8, New York, Robert Appleton Co., 1910.
46. ↑  (EN) Charles Segal, Tragedy and Civilization: An Interpretation of Sophocles, University of Oklahoma Press, 1999, ISBN 978-0-8061-3136-8. URL consultato il 16 luglio 2024.
47. ↑   Genesi 13:8, su La Parola - La Sacra Bibbia in italiano in Internet.
48. ↑   Genesi 11:27, su laparola.net. e  Genesi 12:5, su laparola.net.
49. ↑   1 Cronache 23:21-22, su La Parola - La Sacra Bibbia in italiano in Internet.
50. ↑   Matteo 1:1-2:23, su La Parola - La Sacra Bibbia in italiano in Internet.
51. ↑   Luca 1:1-2:52, su La Parola - La Sacra Bibbia in italiano in Internet.
52. 1 2  (EN) José M. Pedrozo, The brothers of Jesus and his mother's virginity, in The Thomist: A Speculative Quarterly Review, vol. 63, n. 1, The Catholic University of America Press, 1999,  pp. 83-104, DOI:10.1353/tho.1999.0044.
53. ↑   Brown, Raymond E., Risposte a 101 domande sulla Bibbia, Queriniana, 1991,  pp. 100-101, ISBN 9788839912329.
«Sebbene i protestanti credano generalmente che i fratelli e le sorelle di Gesù menzionati nel Nuovo Testamento siano figli di Maria, e che quindi ella non sia rimasta vergine, questo non era un problema rilevante all'epoca della Riforma. Mi sembra di ricordare che Lutero, Calvino e Zwingli usassero tutti l'espressione "la sempre vergine" (un'antica descrizione di Maria) senza obiezioni. Evidentemente la discussione moderna è nata un po' più tardi, da una lettura letterale del Nuovo Testamento»
54. ↑  A questo proposito, si veda la "Conclusione" di J.P. Meier (cfr. Meier 2001, pp. 340-341).
55. ↑   Raymond E. Brown, 101 domande e risposte sulla Bibbia, Salamanca, Edizioni Sígueme, 2002,  p. 100, ISBN 84-301-1304-5.
«Ho già detto che normalmente le parole greche si riferiscono a fratelli e sorelle uterini o consanguinei. Tuttavia [...] la terminologia semitica [...] potrebbe aver influenzato la traduzione greca. Da un lato, mentre il greco ha parole per "cugini", "fratellastri", "fratellastri", ecc. i termini greci usati nei Vangeli potrebbero essere stati influenzati dai primi riferimenti cristiani alla famiglia di Gesù, espressi in aramaico o in ebraico. A differenza del greco, queste lingue semitiche del tempo di Gesù mancavano di un vocabolario preciso per un'ampia gamma di relazioni familiari. Riflettevano piuttosto un'origine tribale, in cui i membri di una stessa tribù, clan o famiglia erano considerati fratelli e sorelle, indipendentemente dalla loro esatta parentela. Un esempio classico è l'uso di "fratelli" in Genesi 13:8 per descrivere il rapporto tra Lot e Abramo, quando Lot era più precisamente nipote di Abramo. Su questa base, si può sostenere che gli uomini e le donne che sono chiamati "fratelli e sorelle" di Gesù sono stati designati secondo un'imprecisa terminologia "tribale" semitica, ed erano in realtà parenti più lontani, cioè non figli di Maria»
56. 1 2   Scuola biblica di Gerusalemme, Vangelo secondo Matteo 12,46: commento, in Bibbia di Gerusalemme (edizione spagnola), Bilbao, Desclée de Brouwer, 1998,  p. 1438, ISBN 978-84-330-1305-7.
«I "fratelli" (e le "sorelle") di Gesù sono menzionati ripetutamente (Matteo 12:46, Matteo 13:55, Giovanni 7:3, Atti 1:14, I Corinzi 9:5, Galati 1:19). La parola greca utilizzata (adelphos) significa nel suo primo senso "fratello di sangue"; ma, come la corrispondente parola ebraica o aramaica, può anche significare un rapporto di parentela più ampio (cfr. Genesi 13:8, Genesi 29:15, Levitico 10:4) e soprattutto un cugino di primo grado (cfr. I Cronache 23:22). Il greco ha un altro termine per "cugino" (anepsios); si veda Colossesi 4:10 per l'uso di questo termine nel Nuovo Testamento. Ma il Libro di Tobia mostra che le due parole possono essere usate in modo intercambiabile riferendosi alla stessa persona; si veda Tobia 7:2: "nostro fratello Tobia" (adelphos o anepsios, secondo i manoscritti). A partire dai Padri della Chiesa, l'interpretazione prevalente ha visto questi "fratelli" di Gesù come "cugini", in linea con la credenza nella verginità perpetua di Maria. Ciò è del resto coerente con Giovanni 19:26-27, che suggerisce che Maria era sola alla morte di Gesù»
57. 1 2  Fitzmyer, Joseph A. (1987). Il Vangelo secondo Luca. II: Traduzione e commento, capitoli da 1 a 8,21. Madrid: Ecidiones Cristiandad. pp. 754-755. ISBN 84-7057-408-6 "Il tenore del pettegolezzo in Marco 6:3 sembra indicare che il termine adelphos si riferisce a "fratelli di sangue". Ma anche nel Vangelo secondo Marco la questione non è così semplice come potrebbe sembrare a prima vista. In realtà l'adelphos può esprimere un'ampia gamma di relazioni; ad esempio, "vicino" (Matteo 5:22-24), "compaesano" (Romani 9:3 syngenēs = "con-génere", "parente"), "fratellastro" (Marco 6:17-18): a meno che l'evangelista non abbia espresso correttamente il rapporto di consanguineità tra Filippo ed Erode [...]; "parente" in generale (vedi la versione dei LXX: Genesi 13:8; Genesi 14:14; Genesi 24:27; Genesi 29:12). L'uso di questa parola da parte dei LXX può riflettere l'ampiezza dei significati ammessi dall'ebraico 'ah o dall'aramaico 'aha (= "fratello", "parente", "congiunto", "consanguineo", "familiare"). In questo senso, una lettera scritta in aramaico, conservata su un papiro, inizia con la seguente formula: "Tuo fratello, al mio caro figlio", ed è una missiva inviata da un padre al figlio assente, perché era presso una carovana (cfr. (EN) Joseph, A. Fitzmyer, The Padua aramaic papyrus letters, in Journal of Near Eastern Studies, vol. 21, 1962,  pp. 16-17.). In 1QapGn 2:9, Bit-enos (Batenosh) si rivolge al marito Lamech con queste parole: "O mio fratello e mio signore!". La stessa costruzione si trova talvolta anche nei testi greci (cfr. (EN) John C. Reeves (a cura di), Translation Of 1Q Genesis Apocryphon II-XXII, in RELS 2104: Hebrew Scriptures/Old Testament, Department of Religious Studies at the University of North Carolina at Charlotte. URL consultato il 28 novembre 2024.).
58. ↑   Marco 15:40, su La Parola - La Sacra Bibbia in italiano in Internet.
59. ↑   Matteo 15:47, su La Parola - La Sacra Bibbia in italiano in Internet.
60. ↑   Marco 16:1, su La Parola - La Sacra Bibbia in italiano in Internet.
61. ↑   Marco 15:40, su La Parola - La Sacra Bibbia in italiano in Internet.
62. ↑   Marco 6:3, su La Parola - La Sacra Bibbia in italiano in Internet.
63. ↑   Marco 6:3, su La Parola - La Sacra Bibbia in italiano in Internet.
64. ↑   Marco 3:31-32, su La Parola - La Sacra Bibbia in italiano in Internet.
65. ↑   Giacomo il Giusto, Protovangelo di Giacomo, I sec. d.C..
66. ↑  (EN) A. Roberts, J. Donaldson e A.C. Coxe, CHURCH FATHERS: The History of Joseph the Carpenter, in From Ante-Nicene Fathers, traduzione di Walker, A., vol. 8, Buffalo, Christian Literature Publishing Co., 1886.)
67. ↑  (ES) Enciclopedia Católica: San José.
68. ↑   Storia di Giuseppe il falegname, VI secolo (testo coordinato con la versione arabo-latina e copta dei secoli successivi).
69. ↑   Marco 6:17-18, su La Parola - La Sacra Bibbia in italiano in Internet.
70. ↑  San Girolamo, De Virginitate Beatae Mariae. Adversus Helvidium (traduzione in inglese: (EN) Philip Schaff, Henry Wace e Kevin Knight, The Perpetual Virginity of Blessed Mary – Against Helvidius», in Nicene and Post-Nicene Fathers, Second Series, traduzione di W.H. Fremantle, G. Lewis, W.G. Martley, vol. 6, Buffalo, NY, Christian Literature Publishing Co.
71. ↑  (EN) James Leo Garrett, Teologia sistematica, Tomo I, Biblica, Historica, Evangelica, Eerdmans Publishing, 1996,  p. 627, ISBN 0-311-09140-7.
72. ↑   Genesi 29:12, su La Parola - La Sacra Bibbia in italiano in Internet.
73. ↑   1 Cronache 23:21-22, su La Parola - La Sacra Bibbia in italiano in Internet.
74. ↑  Puig 2005, p. 168; Meier 2001, p. 334.
75. ↑  «Non è vero che adelphos venga regolarmente usato nell'Antico Testamento greco con il significato di cugino» (cfr. Meier 2001, p. 334).
76. ↑  «[...] spesso è considerata dottrina comune nella Chiesa cattolica, cioè che i fratelli e le sorelle fossero realmente cugini e che non solo Maria, ma anche Giuseppe, vivessero in uno stato di perpetua verginità» (cfr. Meier 2001, p. 327).
77. ↑  «L'idea che Giuseppe rimase perennemente casto […] non ha alcun fondamento nella Scrittura» (cfr. Meier 2001, p. 333).
78. ↑  «Diversi argomenti filologici possono essere presentati a sostegno della teoria di Girolamo; ma un attento esame mostra che essi non sono così conclusivi come potrebbero apparire a prima vista» (cfr. Meier 2001, pp. 333-334, 1996).
79. ↑  «Sebbene la tesi geronimiana abbia ancora i suoi sostenitori, va considerata la meno probabile» (cfr. Bauckham 1996, pp. 18-21).
80. ↑  «Ora, se volessimo precisare che i fratelli di Gesù erano, appunto, suoi cugini, avremmo di ciò qualche indizio – per quanto piccolo – nei testi del Nuovo Testamento o, almeno, in quelli paleocristiani tradizione. [...] Egesippo distingue chiaramente tra Giacomo, il "fratello del Signore" e Simeone "il cugino del Signore" [...] Pertanto, seguendo Egesippo, autore del II secolo, i fratelli del Signore difficilmente possono essere considerati suoi cugini» (cfr. Puig 2005, pp. 168-169).
81. ↑   “The Brothers and Sisters of Jesus in Ecumenical Perspective,” by J. P. Meier, The Catholic Biblical Quarterly, January 1992, pag. 21..
«Nel NT [Nuovo Testamento] adelphos, usato non semplicemente in modo figurato o metaforico, ma piuttosto per indicare una qualche relazione fisica o legale, significa solo fratello o fratellastro, e nient’altro»
82. ↑   St. Paul’s Epistle to the Galatians, 1874,  p. 258.
«S. Girolamo non invocava alcuna autorità tradizionale a sostegno della sua teoria, e perciò l’evidenza a suo favore va ricercata nella Scrittura soltanto. Ho esaminato l’evidenza scritturale, e [...] tutte le difficoltà [...] più che controbilanciano gli argomenti secondari a suo favore, e infatti devono indurre a respingerla.»
83. ↑  (EN) Everett F. Harrison, A Short Life of Christ, Wm. B. Eerdmans Publishing, 1968,  p. 58, ISBN 9780802818249.
«In opposition to Helvidius, Jerome (Hierony- mus, hence the name Hieronymian for his view) insisted that the brethren were kinsmen, specifically first cousins, being sons of Mary's sister, namely, that Mary who was the wife of Clopas»
84. ↑   Papia di Ierapoli,, Frammento X, inizio II sec. d.C..
85. ↑  (EN) J. B. Lightfoot, «The Brethren of the Lord». Notes on Revelation, 1865.
«The testimony of Papias is frequently quoted at the head of the patristic authorities, as favouring the view of Jerome. [...]. It is strange that able and intelligent critics should not have seen through a fabrication which is so manifestly spurious. [...] [T]he passage was written by a mediaeval namesake of the Bishop of Hierapolis, Papias [...] who lived in the 11th century»
86. ↑  (ES) José María Cabodevilla, Señora Nuestra - Cristo Vivo, Madrid, Biblioteca de Autores Cristianos, 2004,  p. 329, ISBN 84-7914-700-8.
«Por lo que respecta a los «hermanos» de Jesús (Mt 13,54-56; Hechos 1,14), ya se sabe que esta denominación tiene en hebreo un ámbito mucho más amplio, que abarca a todos los primos. Los más recientes estudios sobre el idioma vienen a corroborar esta interpretación tradicional»
87. ↑  (EN) Brant James Pitre, Jesus and the Jewish Roots of Mary: Unveiling the Mother of the Messiah, Crown Publishing Group, 2018,  p. 116, ISBN 978-0-525-57274-9.
88. 1 2 3   Karl Keating, Catholicism and Fundamentalism: The Attack on "Romanism" by "Bible Christians", Ignatius Press, 1988,  p. 284, ISBN 978-0-89870-177-7.
89. 1 2   Arthur B. Calkins, Our Lady's Perpetual Virginity, in Mariology: A Guide for Priests, Deacons, Seminarians, and Consecrated Persons, Miravalle, Mark, 2008,  pp. 308-309, ISBN 978-1-57918-355-4.
90. 1 2  (EN) Mark Miravalle, Introduction to Mary, in Queenship Publishing, 1993,  pp. 62-63, ISBN 978-1-882972-06-7.
91. 1 2  (EN) Kenneth Baker, Fundamentals of Catholicism, Ignatius Press, 1983,  pp. 334-335, ISBN 0-89870-019-1.
92. 1 2  (EN) Robert Eisenmann, James, the Brother of Jesus: The Key to Unlocking the Secrets of Early Christianity and the Dead Sea Scrolls, Watkins Publishing, 2013  [2002], ISBN 978-1-78028-374-6.
93. ↑   Luca 2:41-51, su La Parola - La Sacra Bibbia in italiano in Internet.
94. ↑   Giovanni 19:26-27, su La Parola - La Sacra Bibbia in italiano in Internet.
95. ↑   (EN) Constantine Zabalas, Holy Theotokos: Apologetic Study, Pantocrator, 2 febbraio 2021.
96. ↑   Giovanni Paolo II, Omelia del 30 aprile 1997, L'Osservatore Romano,  p. 11.
97. ↑  op. cit. Brown, Dibfried, Fitzmyer, Reumann.
98. 1 2 3 4  (ES) Raymond E. Brown, Karl Paul Dibfried, Joseph A. Fitzmyer e John Reumann, María en el Nuevo Testamento. Una evaluación conjunta de estudiosos católicos y protestantes, Salamanca, Ediciones Sígueme, 1986,  p. 78, ISBN 84-301-0881-5.
99. ↑   Brown, Raymond E., Risposte a 101 domande sulla Bibbia, Queriniana, 1991,  pp. 11-12, ISBN 9788839912329.